# Pesem za razcapanca
Pesem za razcapanca (izvirno Song For a Raggy Boy) je irski film iz leta 2003. Režisersko palico je prevzel Aisling Walsh, zgodba temelji na literarni predlogi Patricka Galvina in je povzeta po resničnih dogodkih.

## Vsebina
Film je postavljen v leto 1939, v čas tik pred izbruhom druge svetovne vojne. Reformatorij St. Jude's je neusmiljena prevzgojna deška šola na Irskem. Šolo obvladuje sadistični duhovnik brat John (igra ga Iain Glen), ki se vse prepogosto odloča za kaznovanje otrok z nasiljem, namesto za vzgojo z lepo besedo. Na šolo nekoč prispe William Franklin (igra ga Aidan Quinn), veteran španske državljanske vojne in prvi laični učitelj v zgodovini šole St. Jude's. Že Franklinova prva dejanja ob prihodu nakažejo, da se dečkom obetajo boljši časi, saj se upre nasilju brata Johna in izzove njegovo avtoriteto.
Ključno vlogo v filmu igrata dva mlada dečka, Patrick Delaney 743 (igra ga Chris Newman) in Liam Mercier 636 (igra ga John Travers). Njiju, tako kot ostale dečke, duhovniki kličejo po številki, medtem ko se Franklin temu upre in prične dečke klicati po imenu. Delaney se kmalu znajde pod neželjeno pozornostjo pedofilskega duhovnika, brata Maca (igra ga Marc Warren). Slednji Delaneyja zlorablja in posiljuje na šolskih straniščih. Delaney se o tem spove v spovednici, kar doseže brata Maca. Brat Mac nato Delaneyja za dolgi jezik kaznuje, s tem ko ga golega postavi pod hladen tuš in mu v roke poda obleke, ki se tako popolnoma zmočijo.
Drugi deček je Liam Mercier, ki velja za najobetavnejšega učenca, a je precej trmast in hitro vzroji. Od vseh dečkov je edini, ki zna brati in pisati, s čimer napravi vtis na Franklina. Slednji se z Mercierjem spoprijatelji in mu vzbudi zanimanje za poezijo, tudi za tisto, ki so jo spisali komunistični simpatizerji (Franklin se je v Španiji boril na strani komunistov). Nasprotja med bratom Johnom in Franklinom so vedno večja, vrhunec pa njun spor doživi na božični dan. Franklin je s svojim razredom ustvaril božične jasli, ki navdušijo predstojnika šole. Slednji odobri Franklinovo prošnjo, da smejo nekateri dečki (tisti iz Franklinovega razreda) od cerkve do šole hoditi posebej, ne pod vodstvom brata Johna. Ti dečki se s Franklinom sprehodijo v snegu in se celo malce okepajo, kar bi bilo pod vodstvom brata Johna seveda nezaslišano dejanje.
Franklin dečkom razdeli tudi darila in med otroke se naenkrat naseli pravo božično vzdušje. To gre v nos bratu Johnu, ki zaradi kršenja nesmiselnega pravila (prečkanja neke črte na šolskem dvorišču) javno premlati dva dečka. Dečki se nasilju na pobudo Mercierja uprejo in moreč prizor prekine šele prihod Franklina. Brat John nato ob pomoči brata Maca Mercierja prikliče k sebi in ga prične mlatiti. Sredi mučenja brat Mac spozna, da je dovolj, a brata Johna ne ustavi, temveč v joku priteče do Franklina. Ko Franklin prispe do Mercierja, je ta že mrtev. Franklinu tako ne preostane drugega, kot da Mercierjevo truplo odnese ven. Ob prvem srečanju se Franklin tudi maščuje bratu Johnu, s tem ko ga nekajkrat brcne v obraz.
Smrt pretrese celotno šolo in predstojnik se končno odloči napraviti konec sadistični vladi brata Johna. Iz šole izžene oba krivca za Mercierjevo prezgodnjo smrt, brata Johna in brata Maca. Na mladeničevem pogrebu ima Franklin oster govor in smrt razumljivo označi za umor. Ko se vse skupaj poleže, se Franklin odloči zapustiti šolo. Dečki ga v zadnjem trenutku pregovorijo, da ostane. V zaključnem prizoru Franklin ganjeno dvigne roki v zrak, dečki pa svojega rešitelja obstopijo in ga pričnejo objemati.

## Produkcija
Ustvarjalci so za film porabili več kot štiri leta. Pri produkciji so preglavice povzročale tako težave s sestavljanjem posadke kot finančne težave. Ena od zagat ustvarjalcev je bila denimo vloga Liama Mercierja, ki je bila v očeh režiserja ključna za celoten potek filma. Pri izbiri pravega igralca za Mercierjevo vlogo so si ustvarjalci vzeli svoj čas in naposled prišli na plano z dečkom iz Irskega boksarskega kluba, ki ni imel dotlej nobenih igralskih izkušenj. Ta deček je bil - John Travers.
Aidan Quinn je sodelovanje pri projektu potrdil že dve leti in pol sploh pred začetkom produkcije. Film so v glavnem snemali na lokaciji v Španiji in ob tem še šest tednov v Ballyvourneyju, Cork, Irska. Nekatere prizore so posneli tudi v Macroomu, prav tako Cork, Irska.

## Igralska zasedba
- Aidan Quinn - William Franklin
- Iain Glen - brat John
- Marc Warren - brat Mac
- Dudley Sutton - brat Tom
- Alan Devlin - oče Damian
- Stuart Graham - brat Whelan
- John Travers - Liam Mercier 636
- Chris Newman - Patrick Delaney 743
- Andrew Simpson - Gerard Peters 458